# Rachel Carson
Rachel Louise Carson (Springdale (Pennsylvania), 27 mei 1907 - Silver Spring (Maryland), 14 april 1964) was een biologe die opgroeide in Springdale, Pennsylvania. Ze werd vooral bekend door haar boeken en haar strijd voor de bescherming van het milieu.

Vol liefde buigt de mens zich over de wieg van zijn kind … en laat tegelijk toe dat zijn voedsel wordt vergiftigd. Hoe lang nog?
— Rachel Louise Carson, Silent Spring

## Levensloop
Carsons liefde voor de natuur werd door haar moeder gestimuleerd. Als kind schreef ze er al over en het bepaalde ook haar studiekeuze aan de Pennsylvania College for Women (nu Chatham College). In 1929 studeerde ze daar af en in 1932 behaalde ze haar doctoraat in de zoölogie aan de Johns Hopkins-universiteit. Later doceerde ze aan deze universiteit en aan de Universiteit van Maryland.
Ze schreef radioscripts voor het U.S. Bureau of Fisheries tijdens de crisis van de jaren 1930 en een aantal artikelen over natuurgeschiedenis voor de Baltimore Sun. Daarna begon ze een vijftien jaar lange carrière als wetenschapper en uitgeefster in dienst van de Amerikaanse centrale overheid. Uiteindelijk promoveerde ze tot hoofdredactrice voor alle publicaties voor de U.S. Fish and Wildlife Service.
De hoofdlijn in al haar werken is de gedachte dat het menselijke ras maar een deel is van de natuur, terwijl het anderzijds over het vermogen beschikt om het milieu te veranderen, in sommige gevallen onherstelbaar. Carson was na de Tweede Wereldoorlog zo verontrust over het overvloedige gebruik van synthetische chemische insecticiden, dat ze zich vanaf toen vooral daarop toespitste. Ze wilde de bevolking waarschuwen voor de effecten van het misbruik van pesticiden, en werd wereldberoemd met haar boek Silent Spring (1962). De Nederlandse vertaling luidt Dode Lente en verscheen in 1964. De steeds duidelijker wordende bedreigingen voor het leefmilieu van dier en mens nemen er een centrale plaats in. De titel is een verwijzing naar de lente van het apocalyptische jaar dat de vogels niet meer zingen doordat zij als gevolg van het gebruik van bestrijdingsmiddelen zijn uitgeroeid. Ondanks de tegenspraak en de kritiek is door haar boek het onderzoek naar niet-giftige bestrijdingsmiddelen sterk gestimuleerd. In 1963 hield ze een toespraak voor het Amerikaanse Congres waarin ze een gezonde leefomgeving voor de mensen en bescherming van het milieu eiste.
Rachel Louise Carson stierf in 1964 na een lang gevecht tegen borstkanker. Haar ideeën over de schoonheid en de bescherming van het leven blijven nieuwe generaties inspireren om de wereld en al de levende wezens te beschermen.

## Werken

### Boeken
Tussen 1941 en 1955 schreef Carson een drietal boeken over het leven in de zee en de oceaan:
- (en)  Carson, Rachel (1941). Under The Sea-wind: A naturalist's picture of ocean life. Simon and Schuster, New York.[1].
Nederlandse vertaling:  Carson, Rachel (1953). De levende zee: Het leven in de oceaan, gezien door een biologe. Uitgeverij Born N.V., Assen / Amsterdam.[2]
- (en)  Carson, Rachel (1951). The Sea Around Us. Oxford University Press, New York. (met tekeningen van Katherine L. Howe)[3].
Nederlandse vertaling:  Carson, Rachel (1952). De wereldzee. Uitgeverij Born N.V., Assen / Amsterdam. (vertaling: John Kooy)[4]
- The Edge of the Sea (1955)

De wereldzee werd in Nederland goed ontvangen. Het boek beleefde in enkele jaren tijd verschillende herdrukken en werd lovend besproken. Kees Hana roemde in de Volkskrant het "boeiende epos" vanwege de indrukwekkende, onbekende en nooit vermoede feiten die de schrijfster geeft. De grote kracht van de schrijfster is volgens hem dat ze een roman geschreven heeft "van de wereldzee, uitsluitend gebaseerd op gecontroleerde feiten, een roman, kleurig en rijk en bruisend als een opspuitende grondzee, verrassend, overrompelend en onweerstaanbaar."

### Tijdschrift-artikelen
Daarnaast publiceerde ze artikelen met het doel de mensen in te lichten over de schoonheid van de wereld, onder andere:
- Help Your Child To Wonder (1956)
- Our Ever-Changing Shore (1957)

### Silent Spring
Als laatste boek schreef Rachel Carson haar baanbrekende werk over de milieuproblematiek, Silent Spring. Het boek is nog steeds actueel en gebaseerd op anekdotisch, systematisch en literatuuronderzoek van het gebruik van verschillende pesticides. Het werd breed gesteund door wetenschappers en onder meer de wetenschappelijke adviescommissie van John F. Kennedy. Initieel kwam er vooral kritiek van de chemische industrie. Vanaf de jaren 2000 vielen libertarische denktanks het boek ook aan, ten onrechte bewerend dat de agrarische restricties van DDT zouden leiden tot meer doden door malaria.